# Lowlands 2002
Lowlands 2002 (voluit: A Campingflight to Lowlands Paradise) werd van 23 tot 25 augustus 2002 gehouden in Biddinghuizen. Het was de 10e editie van het Lowlandsfestival. Met 60.000 verkochte kaarten was het festival uitverkocht en werd het bezoekersrecord van 57.500 (Lowlands 2001) verbroken.

## Artiesten
| - 16 Horsepower - 2 Many DJ's - 22-Pistepirkko - 7 Inch Twins - A - Aesop Rock - Afu-Ra - Antipop Consortium - The Apers - Arid - Beef - The Bees - The Beta Band - Bibi & The Bonobo Band - Black Rebel Motorcycle Club - Blues Explosion - Bongo Maffin - Brainpower - The Breeders - Celtica - The Cooper Temple Clause - Custom - The Dandy Warhols - Danko Jones - Def P & Beatbusters - Dimmu Borgir - DJ Shadow - DJ Tiesto - Dreadlock Pussy - Dusminguet - Ekova - El Tattoo Del Tigre - Darren Emerson - Face Tomorrow - Filter | - Flogging Molly - Floris - Gonzales - Gotan Project - Green Lizard - Ed Harcourt - Ozark Henry - Ikara Colt - Incubus - Israel Vibration - Jaga Jazzist - Jaya The Cat - Jimmy Eat World - Junkie XL - Kirsten - Korn - Flip Kowlier - Laidback Luke - Layo & Bushwacka - Le Peuple de l'Herbe - Marscheider Kunst - Millionaire - Moodphase5ive - Motorpsycho - Mr. Lif - New Found Glory - Nickelback - The Notwist - Opgezwolle - P 18 - Pan - Peter Pan Speedrock - Project Pitchfork - Puddle of Mudd | - Q-lock - Raymzter - Relax - Rival Schools - RJD2 - Alice Rose - Rosemary's Sons - Roy Paci & Aretuska - Röyksopp - Saian Supa Crew - Scala Shapeshifter - The Sheer - Silkstone - The Skidmarks - Smogus - Speedy J - Stereo MC's - Stuurbaard Bakkebaard - Tasha's World - Teebee - Temple Of Sound - Terminalhead - This Beautiful Mess - Timo Maas - The Transsylvanians - Trust Company - Underworld - Vega 4 - VNV Nation - Within Temptation - Hawksley Workman - Zita Swoon - Zober - Zornik - Zuco 103 |

1967 · 1968 · 1993 · 1994 · 1995 · 1996 · 1997 · 1998 · 1999 · 2000 · 2001 · 2002 · 2003 · 2004 · 2005 · 2006 · 2007 · 2008 · 2009 · 2010 · 2011 · 2012 · 2013 · 2014 · 2015 · 2016 · 2017 · 2018 · 2019 · 2020 · 2021 · 2022 · 2023 · 2024